# Stiftung Maximilianeum

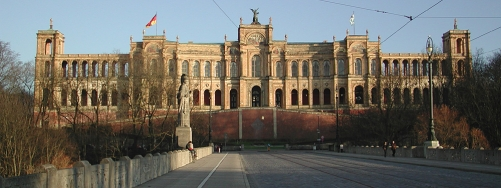
Fotografie des Maximilianeums aus dem Jahr 2002

Die Stiftung Maximilianeum wurde vom bayerischen König Maximilian II. 1852 gegründet, um begabte Studenten mit freier Unterkunft und Verpflegung zu unterstützen. Sitz der Stiftung ist das Maximilianeum in München, wo auch der Bayerische Landtag untergebracht ist. Bekannte Stipendiaten waren z. B. der Zoologe Theodor Boveri, der Physiker Werner Heisenberg, der Politiker Franz Josef Strauß und der Schriftsteller Carl Amery.

## Geschichte der Stiftung
Der Begriff Maximilianeum beinhaltet dreierlei: die Studienstiftung, das Bauwerk und den Bayerischen Landtag. Schon als Kronprinz fasste Maximilian II. von Bayern (1811–1864) den Plan, „auf der Isarhöhe bei München einen großen Nationalbau“ zur „Hebung des monarchischen nationalen Volksgeistes“ errichten zu lassen. Dazu gesellte sich bald die Idee eines „Athenäums“, einer Anstalt mit dem Ziel, talentvollen Jünglingen (jeglichen Standes) die Erreichung jener Stufe wissenschaftlicher und geistiger Ausbildung zu erleichtern, welche zur Lösung der höheren Aufgaben des Staatsdienstes erforderlich ist. 1852 wurde das „Athenäum“, das endgültig seit 1857 nach dem Stifter „Maximilianeum“ heißt, provisorisch in einem Mietshaus untergebracht. Als Stipendiaten wurden sechs Abiturienten aus Bayern und der Pfalz ausgewählt, die ohne materielle Sorgen Rechts- und Staatswissenschaft studieren konnten.
Max II. war es nicht mehr vergönnt, die Vollendung des Anstaltsgebäudes zu erleben, und auch die juristische Form erhielt die Stiftung erst unter seinem Sohn und Thronfolger Ludwig II. Gemäß der Urkunde von 1876 gehören der Stiftung bis heute der Maximilianeums-Bau sowie eine Galerie mit Historienbildern und Marmorbüsten. Nach dem Ende der Monarchie 1918 ging das Protektorat über das Maximilianeum auf die Ludwig-Maximilians-Universität München über; dies ist bis auf den heutigen Tag so geblieben. Die Inflation zehrte das Stiftungsvermögen rasch auf, sodass als einzige spärliche Einnahmequelle die Eintrittsgelder der Galerie blieben. Die finanzielle Situation besserte sich erst, als das ausgebombte Bayerische Parlament 1949 ins Maximilianeum einzog, gegen einen jährlichen Mietzins von 70.000 DM und gegen Übernahme der Unterhaltspflicht des Gebäudes.
Seit 1980 ermöglicht die Wittelsbacher Jubiläumsstiftung auch begabten bayerischen Mädchen ein Stipendium. So wurden seit der Gründung der Studienstiftung rund 900 Studenten gefördert.

## Aufnahme in die Stiftung
Um in die Stiftung aufgenommen zu werden, muss man folgende Voraussetzungen erfüllen:
1. Schulvorschlag: Der hochbegabte Abiturient muss bis Mitte März von den Leitern der „Gymnasien sowie der Fach- und Berufsoberschulen in Bayern und der linksrheinischen Pfalz“ vorgeschlagen werden. Der Schüler muss ein „christliches Glaubensbekenntnis und tadellose sittliche Führung“ vorweisen können, wobei ersteres durch eine Erklärung zu ethischen Grundwerten erfüllt werden kann.
2. Abitur: Keine der in das Abitur eingebrachten Leistungen darf weniger als 13 von 15 Punkten betragen.
3. Ministerialbeauftragten-Prüfung: In dieser Prüfung dürfen nicht weniger als 60 von 75 Punkten erreicht werden.
4. Maximsprüfung: Die Maximsprüfung findet im Bayerischen Staatsministerium für Unterricht und Kultus statt. Der Schüler wird von einem Gremium, das etwa aus einem Dutzend Lehrern besteht, geprüft. Bei dieser Prüfung wird nicht nur Abiturstoff abgefragt.
5. Kuratoriumsprüfung: Das Stiftungskuratorium führt in den Räumen der Stiftung Maximilianeum ein abschließendes, offenes Auswahlgespräch durch.

Aufgenommen werden sechs bis acht Kandidaten.

## Die bekanntesten Stipendiaten
| Name                  | Lebzeiten | Beruf                                           |
| --------------------- | --------- | ----------------------------------------------- |
| Eugen von Knilling    | 1865–1927 | Politiker                                       |
| Werner Heisenberg     | 1901–1976 | Physiker (Nobelpreisträger)                     |
| Franz Josef Strauß    | 1915–1988 | Politiker                                       |
| Carl Amery            | 1922–2005 | Schriftsteller                                  |
| Michael Kunze         | 1943–     | Schriftsteller, Librettist (Grammy-Preisträger) |
| Hans Ulrich Gumbrecht | 1948–     | Literaturwissenschaftler                        |
| Helmut Gebhard        | 1950–     | Architekt                                       |
| Peter M. Huber        | 1959–     | Politiker, Bundesverfassungsrichter             |
| Ulrike Draesner       | 1962–     | Schriftstellerin                                |

- Die Liste ist der offiziellen Webseite der Stiftung entnommen.
- Weitere bedeutende Stipendiaten sind in der Kategorie Maximilianeer zu finden.

## Freunde der Stiftung Maximilianeum e. V.
Im November 2004 gründeten ehemalige Stipendiaten der Stiftung Maximilianeum und der ihr angegliederten Wittelsbacher Jubiläumsstiftung in München den Verein Freunde der Stiftung Maximilianeum e. V.
Der Verein unterstützt die Arbeit der Stiftung Maximilianeum und der Jubiläumsstiftung durch materielle Zuwendungen. Dazu zählen insbesondere Sprachkurse, Studienaufenthalte von Stipendiaten an ausländischen Universitäten sowie wissenschaftliche und kulturelle Aktivitäten. Zugleich ist es Ziel des Vereins, Angehörige und Förderer beider Stiftungen zusammenführen und ihnen damit ein Forum zu geben, um Kontakte zu knüpfen, auszubauen und auch auf diese Weise die beiden Stiftungen bei der Förderung hochbegabter junger Studentinnen und Studenten zu unterstützen.